# Assedio di Inverness (1562)
L'assedio di Inverness del 1562 (o assedio del castello di Inverness del 1562), fu un conflitto svoltosi nell'ambito delle guerre anglo-scozzesi tra i sostenitori di Maria Stuarda e degli aristocratici a lei opposti e favoriti dall'Inghilterra, capeggiati da George Gordon, IV conte di Huntly.
Quando Maria Stuarda si portò in visita ad Inverness il 9 settembre 1562 i cancelli del castello le vennero chiusi dinnanzi da Alexander Gordon su ordine di George Gordon, IV conte di Huntly, il quale era capo clan del Clan Gordon e ricopriva l'incarico di sceriffo della contea. Il castello venne quindi assediato dai sostenitori della regina.
L'assedio perdurò per tre giorni e, quando il castello cadde, Alexander Gordon venne impiccato per tradimento. La sua testa venne quindi spiccata dal corpo ed esposta sulla torre più alta del castello. Alcuni membri chiave ed ufficiali della guarnigione, composta da sole 12 o 14 persone "abili a combattere" vennero imprigionate, mentre agli altri fu concesso di andarsene. La regina dormì al castello di Inverness nelle notti dell'11, 12, 13 e 14 settembre 1562, quindi si mosse alla volta del palazzo Spynie. Portò con sé della polvere da sparo e 15 tartane per i membri della sua corte da Inverness.
Così lo storico George Buchanan (che fu tra i primi a dare un resoconto dell'evento) scriveva:
Dopo aver sentito che la loro principessa era in pericolo, un gran numero di antichi scoti, in parte per persuasione e in parte per loro accordo, le si fecero intorno, in particolare i Fraser ed i Monro, i membri più coraggiosi di queste tribù. Quando la regina si sentì sufficientemente forte, pose assedio al castello il quale, non disponendo di una sufficiente guarnigione, né essendo propriamente fortificato per sostenere un attacco, si arrese ed i [suoi] comandanti vennero giustiziati e gli uomini rilasciati.